# 24COLORS
『24COLORS』（トゥエンティーフォーカラーズ）は、千葉コズエによる日本の漫画作品。『Sho-Comi』（小学館）にて、2008年5号から同年9号まで掲載された。単行本は全1巻。美術学校を題材としたストーリーであり、作者自身も高校生時代に美術の専門校へと通っており、そのときの経験から生まれた作品である。

## ストーリー
木下七風は口下手な性格から、絵を描くことで自分を表現している女の子。そんな七風は幼馴染の羽田茗子と共に「レトロな旧校舎」が綺麗で有名だという高校へと入学する。入学式早々、七風は油絵の具まみれになりながら大きなキャンバスを持った拝島ちはやと視線を交わす。去り際に一瞬微笑みかけられた七風は、彼が入部したかった美術部の先輩であることを知る。そしてちはやの優しく繊細な絵に七風は次第に惹かれていく。

## 登場人物
木下七風（きのした ななか）
口下手で大人しい性格で、昔から絵を描くことで自分の気持ちを表現していた。中学の頃は美術部がなく、高校入学と同時に初めて美術部へと入部する。ちはやの優しく繊細な絵に惹かれていくと同時に、彼自身にも惹かれていくが…?
拝島ちはや（はいじま ちはや）
七風たちと同じ高校に通う、美術部員の2年生。口数が少なく、七風同様に絵を描くことで自分を表現している。
羽田茗子（はねだ めいこ）
幼馴染の七風と共に同じ高校へと入学する。七風とは対照的な明るく元気な性格でイケメン好き。当初は健人の顔に惹かれ七風と共に美術部へと入部するが、徐々に本気で健人が好きになり…?
未生健人（みぶ けんと）
七風たちと同じ高校に通う、美術部員の2年生。美術部は1年前に設立したばかりで、七風たちが入部する前はちはやと2人だけの部活だった。主に石膏で女体の芸術を貫いている。明るく優しい性格で、七風に好意をもっている。

## 書誌情報
| 巻数  | サブタイトル | サブタイトル                      | 発売日        | ISBN                   |
| ----- | ------------ | --------------------------------- | ------------- | ---------------------- |
| 全1巻 | 1ST COLOR    | SHELL PINK（シェルピンク）        | 2008年5月26日 | ISBN 978-4-09-131607-3 |
| 全1巻 | 2ND COLOR    | BABY BLUE（ベビーブルー）         | 2008年5月26日 | ISBN 978-4-09-131607-3 |
| 全1巻 | 3RD COLOR    | CHROME ORANGE（クリームオレンジ） | 2008年5月26日 | ISBN 978-4-09-131607-3 |
| 全1巻 | 4TH COLOR    | RUBY RED（ルビーレッド）          | 2008年5月26日 | ISBN 978-4-09-131607-3 |
| 全1巻 | 5TH COLOR    | PURE WHITE（ピュアホワイト）      | 2008年5月26日 | ISBN 978-4-09-131607-3 |